# Uraz (Oborniki Śląskie)
Uraz (deutsch Auras) ist ein Dorf und eine ehemals eigenständige Stadt in der Stadt- und Landgemeinde Oborniki Śląskie (Obernigk) im Powiat Trzebnicki (Kreis Trebnitz) in der Woiwodschaft Niederschlesien in Polen.

## Geographische Lage
Das Dorf liegt in Niederschlesien am rechten Oderufer, etwa sieben Kilometer südwestlich von Oborniki Śląskie, 16 Kilometer südwestlich von Trzebnica (Trebnitz) und 19 Kilometer nordwestlich von Breslau.

## Geschichte

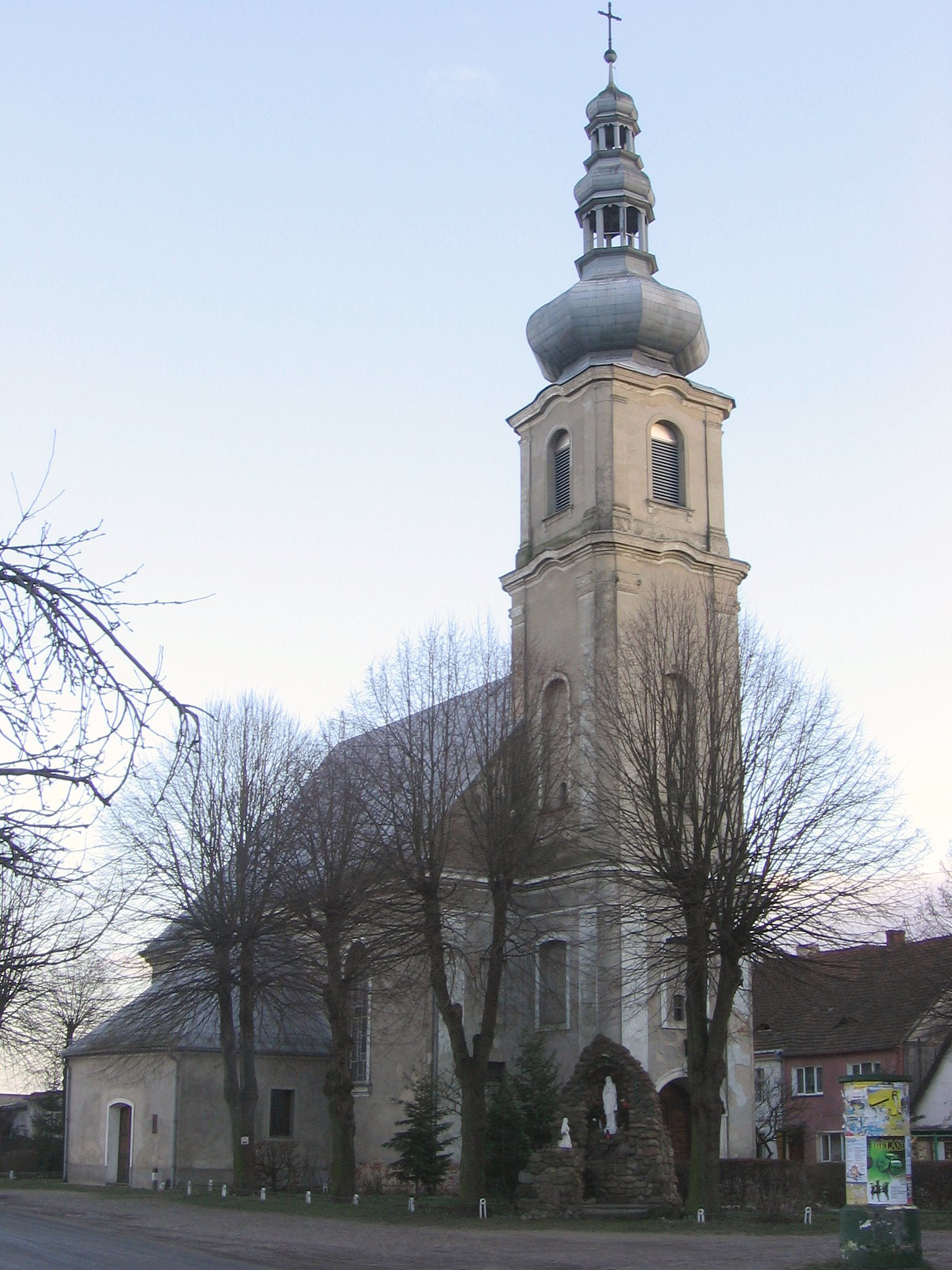
Michaeliskirche

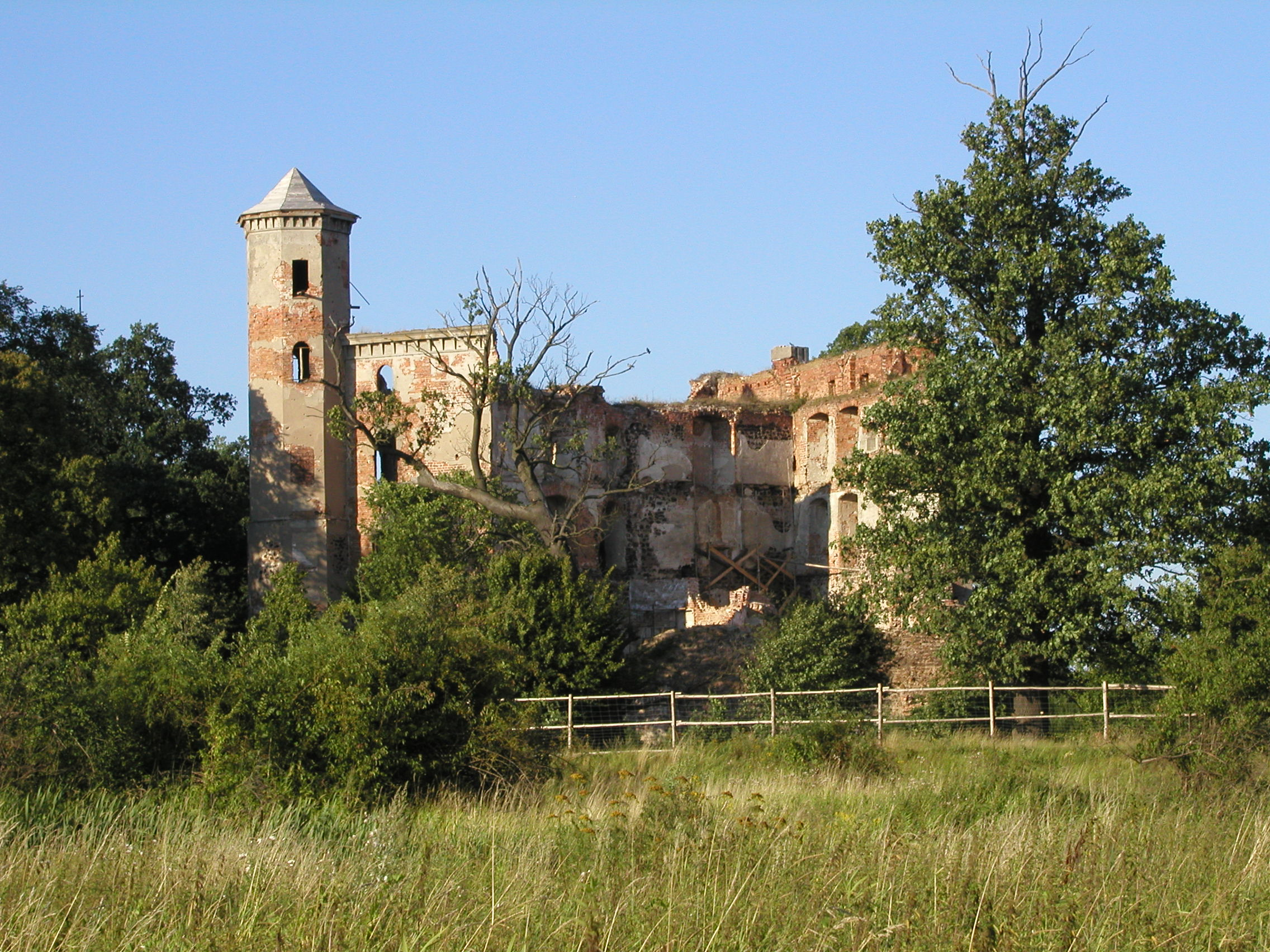
Ruine Schloss Auras

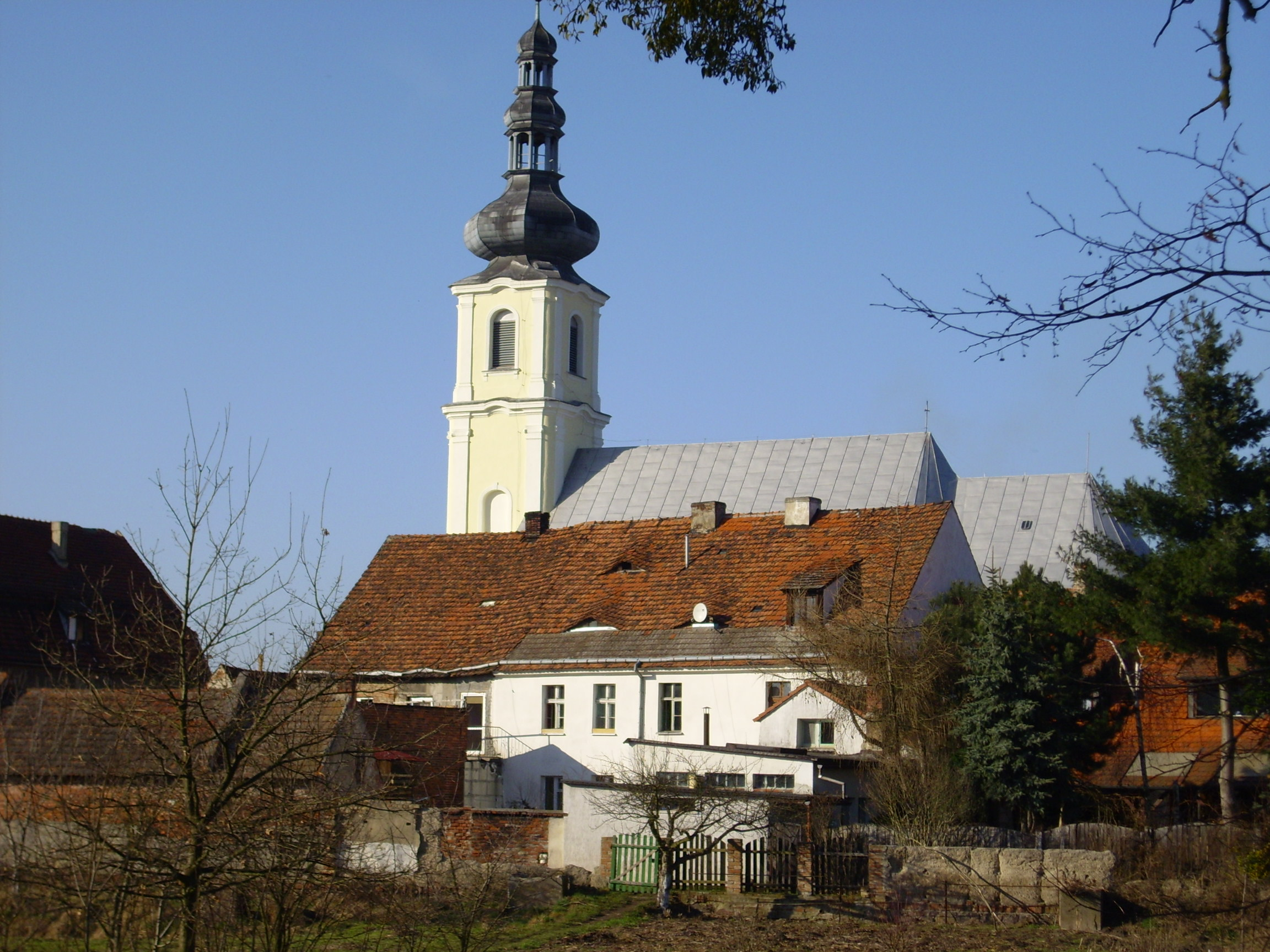
Gehöft mit der Michaeliskirche im Hintergrund

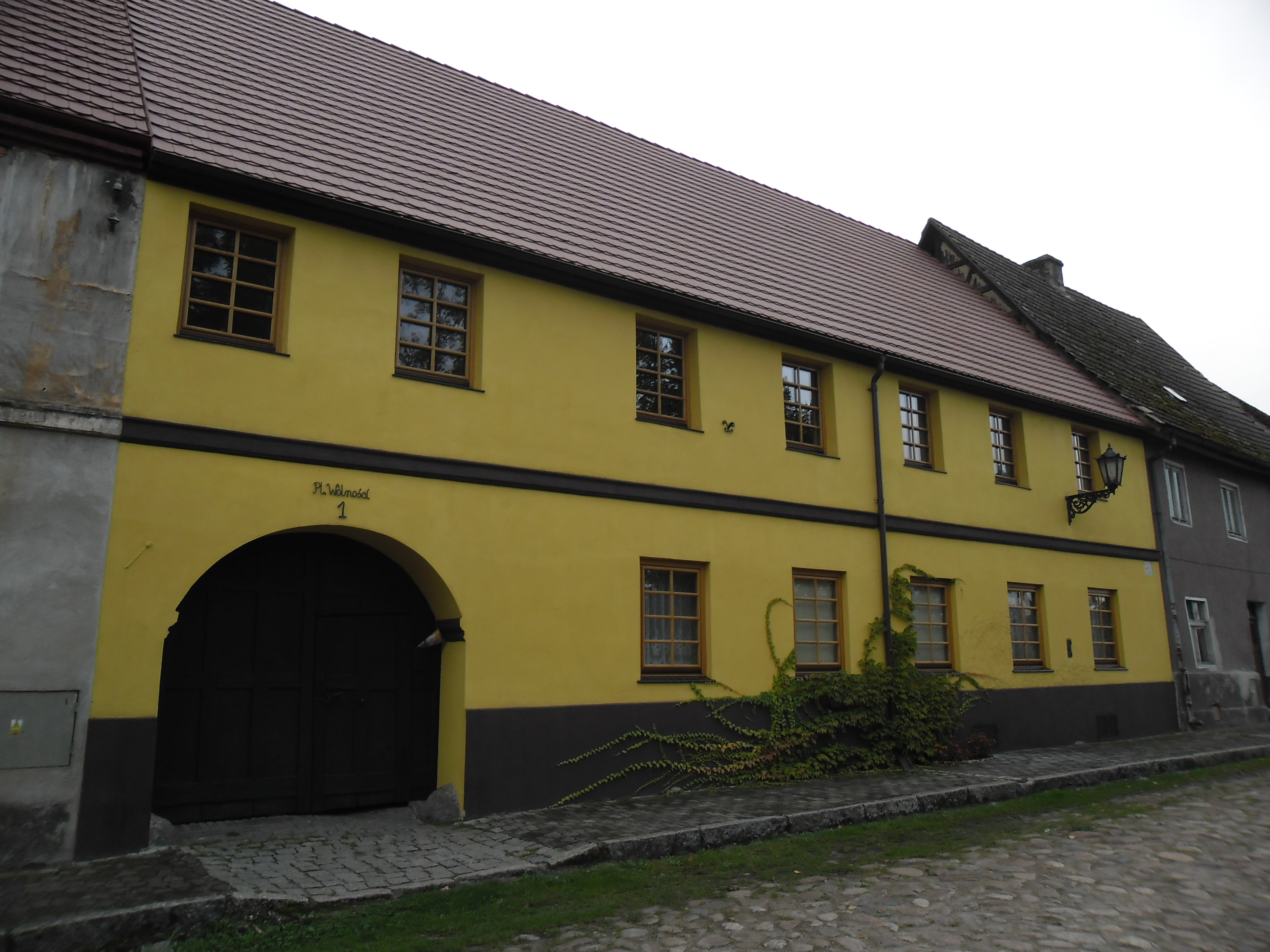
Gebäude der ehemaligen Lederfabrik

Die Ortschaft ist bis auf slawische Zeit zurückverfolgbar und wird erstmals 1203 als Dorf erwähnt. Eine dem Erzengel Michael geweihte Dorfkirche wird 1218 genannt. Ab 1250 sind die Kastellane der herzoglichen Burg von Auras belegt. 1312 wird Auras als Stadt (civitas) bezeichnet und hatte seitdem das Stadtrecht. Die Stadt, die von der Landwirtschaft geprägt war und schon vor 1400 in ihrer Entwicklung im Schatten Breslaus stand, gewann nie größere Bedeutung. Bis auf die Zeitspanne von 1294 bis 1314, während der sie dem Herzogtum Glogau angegliedert war, gehörte Auras zum Herzogtum Breslau. Um 1525 wurde in Auras der evangelische Gottesdienst eingeführt. 1592 zerstörte ein Brand die Stadt bis auf wenige Häuser. 
Nach dem Ersten Schlesischen Krieg fiel Auras mit dem größten Teil Schlesiens 1741/42 an Preußen. Besitzer war im 19. Jahrhundert preußische Staatsminister Friedrich von Schuckmann, 1845 dessen Witwe. 1845 zählte Auras 109 Häuser, 967 Einwohner (775 evangelisch, 180 katholisch, zwölf jüdisch), 140 Hausstände, ein königliches Stadtgericht, ein königliches Untersteueramt, eine königliche Post, ein 1466 als Dreieck erbautes herrschaftliches Schloss, eine 1742 errichtete evangelische Majoratskirche, eine katholische Majoratskirche, eine evangelische Schule mit zwei Lehrern, eine katholische Schule der eingepfarrten Orte mit einem Lehrer, ein Rathaus, ein Hospital, vier Jahrmärkte (davon waren drei Kram- und Viehmärkte), eine Windmühle und eine Stadtziegelei.
Von der preußischen Verwaltungsreform von 1818 an bis zum Ende des Zweiten Weltkriegs gehörte Auras zum Landkreis Wohlau im Regierungsbezirk Breslau der preußischen Provinz Schlesien des Deutschen Reichs. Am Anfang des 20. Jahrhunderts hatte Auras eine evangelische und eine katholische Kirche; wichtigster Erwerbszweig war der Schiffsbau. Als Standort einer Werft und Wohnsitz zahlreicher Schiffseigner hatte Auras bis 1945 für die Oderschifffahrt besondere Bedeutung. 
Während der Kämpfe gegen Kriegsende erlitt die Stadt beträchtliche Zerstörungen. Um diese Zeit oder kurz nach Kriegsende brannte auch das Schloss aus, von dem heute noch die Ruine vorhanden ist. Nach Kriegsende wurde Auras im Sommer 1945 wie fast ganz Schlesien von der sowjetischen Besatzungsmacht unter polnische Verwaltung unterstellt. Die Polen führten 1946 für Auras die Ortsbezeichnung Uraz ein. In der Folgezeit wurde die bis dahin deutsche Bevölkerung, von der ein Teil (darunter die protestantischen Pfarrer Oswald Feyerabend, Johannes Halm, Friedrich Wilhelm Müller und Martin Scholl) sich am Widerstand gegen den Nationalsozialismus beteiligt hatte, von der örtlichen polnischen Verwaltungsbehörde aus Auras vertrieben. Die Stadt sank nach Kriegsende zu wirtschaftlicher Bedeutungslosigkeit herab; das Stadtrecht wurde 1945 entzogen.

### Bevölkerungsentwicklung
| Jahr | Einwohner | Anmerkungen                                                            |
| ---- | --------- | ---------------------------------------------------------------------- |
| 1787 | 0625      | [ 6 ]                                                                  |
| 1825 | 0729      | [ 6 ]                                                                  |
| 1885 | 1526      | einschließlich Dorf und Rittergut Auras-Burglehn (1894: 718 Einwohner) |
| 1900 | 1367      | [ 3 ]                                                                  |
| 1933 | 1719      | [ 8 ]                                                                  |
| 1939 | 1680      | [ 8 ]                                                                  |
| 1961 | 1030      | [ 6 ]                                                                  |
| 2011 | 0949      |                                                                        |

## Sehenswürdigkeiten
- Ruine von Schloss Auras; das ursprünglich als Wasserburg angelegte Schloss galt wegen seiner Dreiecksform als eines der eigenartigsten Schlossbauten Schlesiens.
- St.-Michaels-Kirche

## Söhne und Töchter des Ortes
- Hans von Held (1764–1842), Beamter und Schriftsteller